# Tahual
El Tahual és un estratovolcà de Guatemala. Es troba al departament de Jalapa i té una altitud de 1.716 msnm. El cràter es troba cobert de boscos i és tallat per un llac de cràter d'erosió que s'estén fins a la base del volcà. Un con piroclàstic de l'Holocè es troba prop de la base nord-est. Al nord del volcà i la llacuna de Hoyo i uns quilòmetres al sud-est la caldera de Retana.